# Бергамский ковёр
Бергамский ковёр — турецкий ковёр ручной работы, изготовленный в районе Бергама в провинции Измир на северо-западе Турции.
Географически Бергамский район включает районы Козак, Юнтаг, Ягджибедир и Ахизар. Из них в регионах Юнтаг и Ягджибедир ткут ковры, которые художественно отличаются от бергамского типа.
Район Бергама включает около 70-80 деревень, во многих из которых ткут ковры. История ковроткачества здесь, вероятно, восходит к XI веку. В настоящее время сохранились образцы ковров XV века. Некоторые из них выставлены в Музее турецкого и исламского искусства, Пергамском музее и Метрополитен-музее.

## Промышленные, «деревенские» и «кочевые» ковры
Ковры Бергама можно разделить на ковры, сделанные на экспорт на фабриках, и ковры, сделанные в деревнях или кочевниками для домашнего использования или продажи на месте.

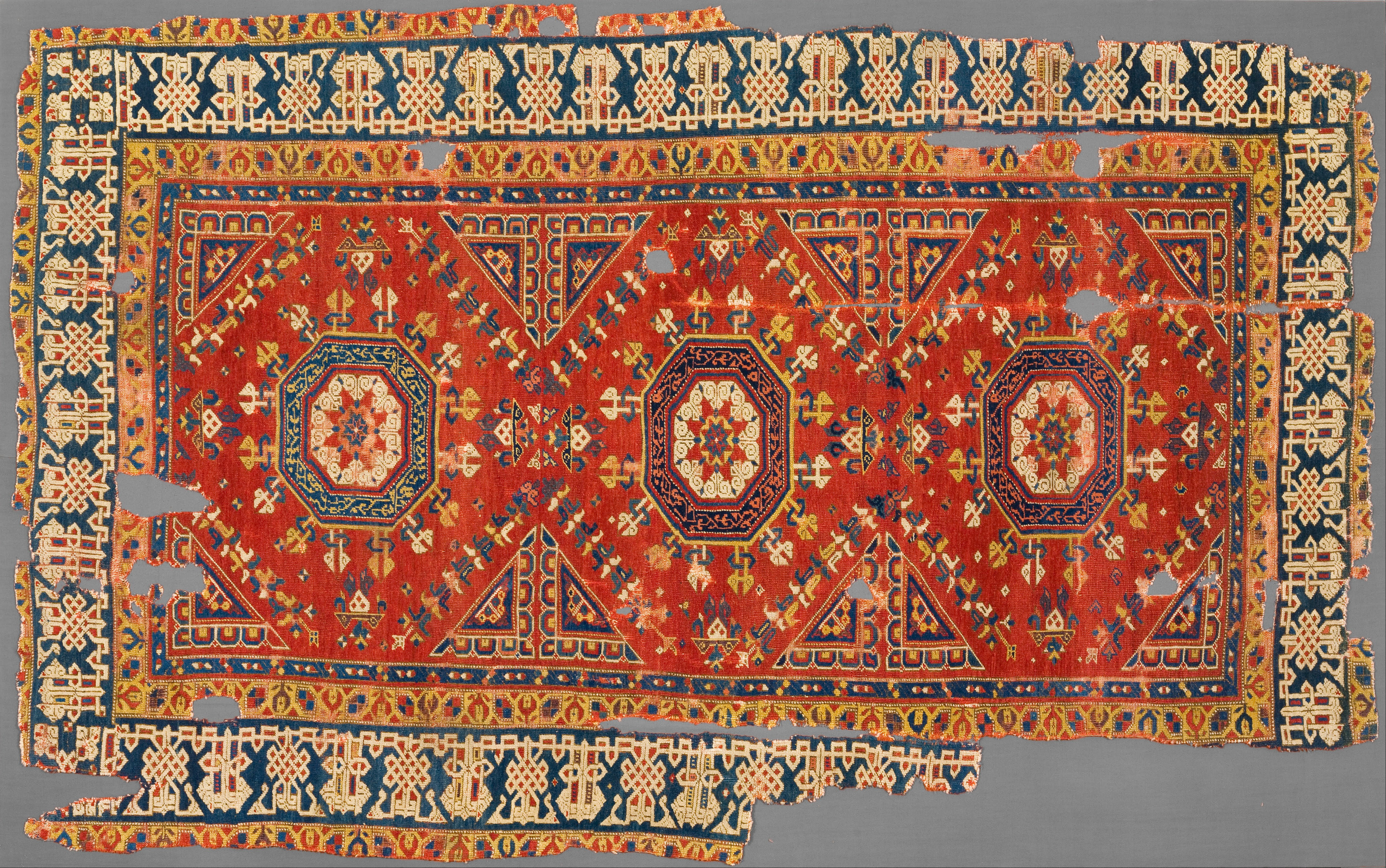
Ковёр «Гольбейн» с крупным узором

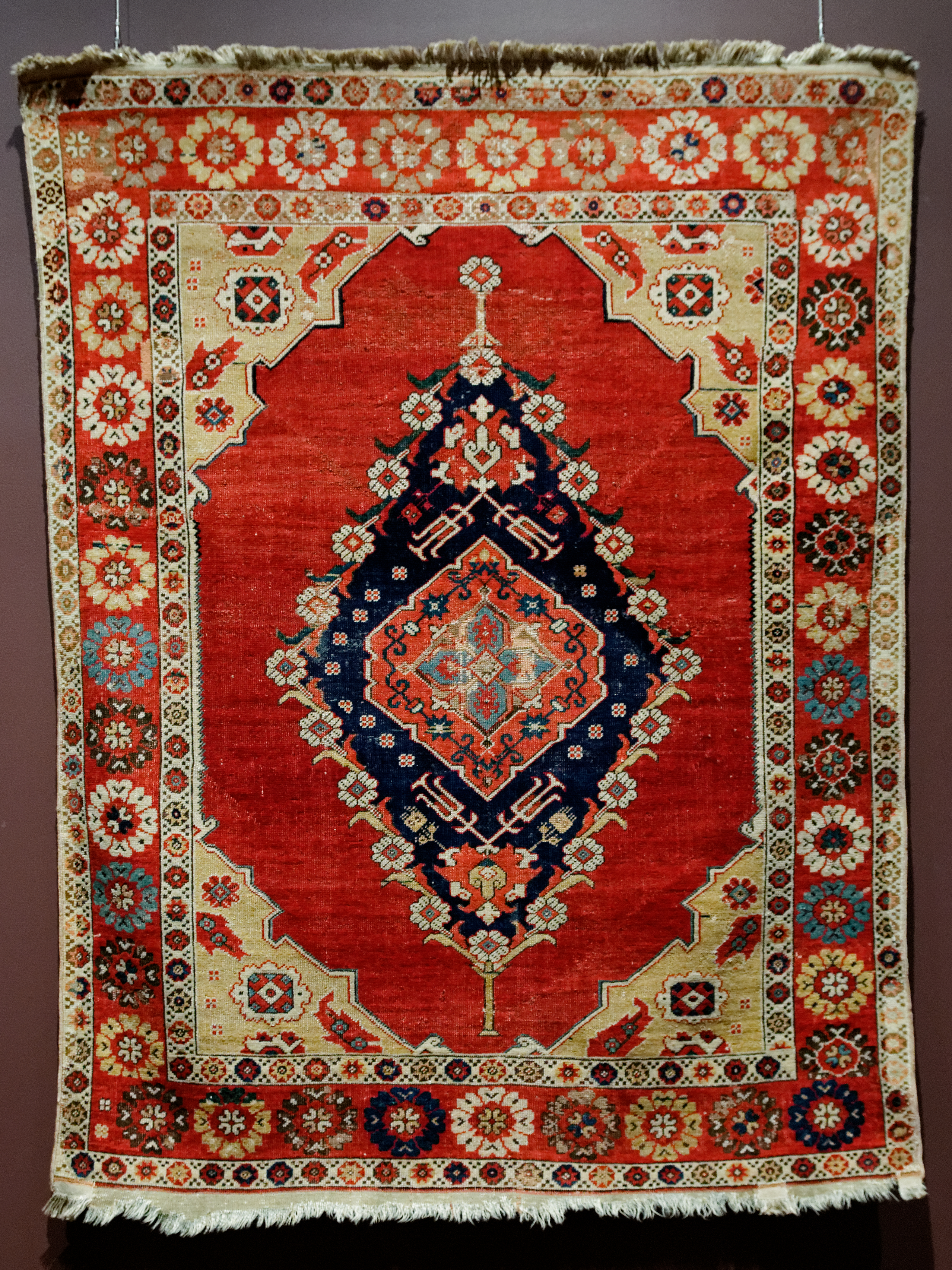
Трансильванский «двухнишевый» ковёр с преимущественно цветочным орнаментом.

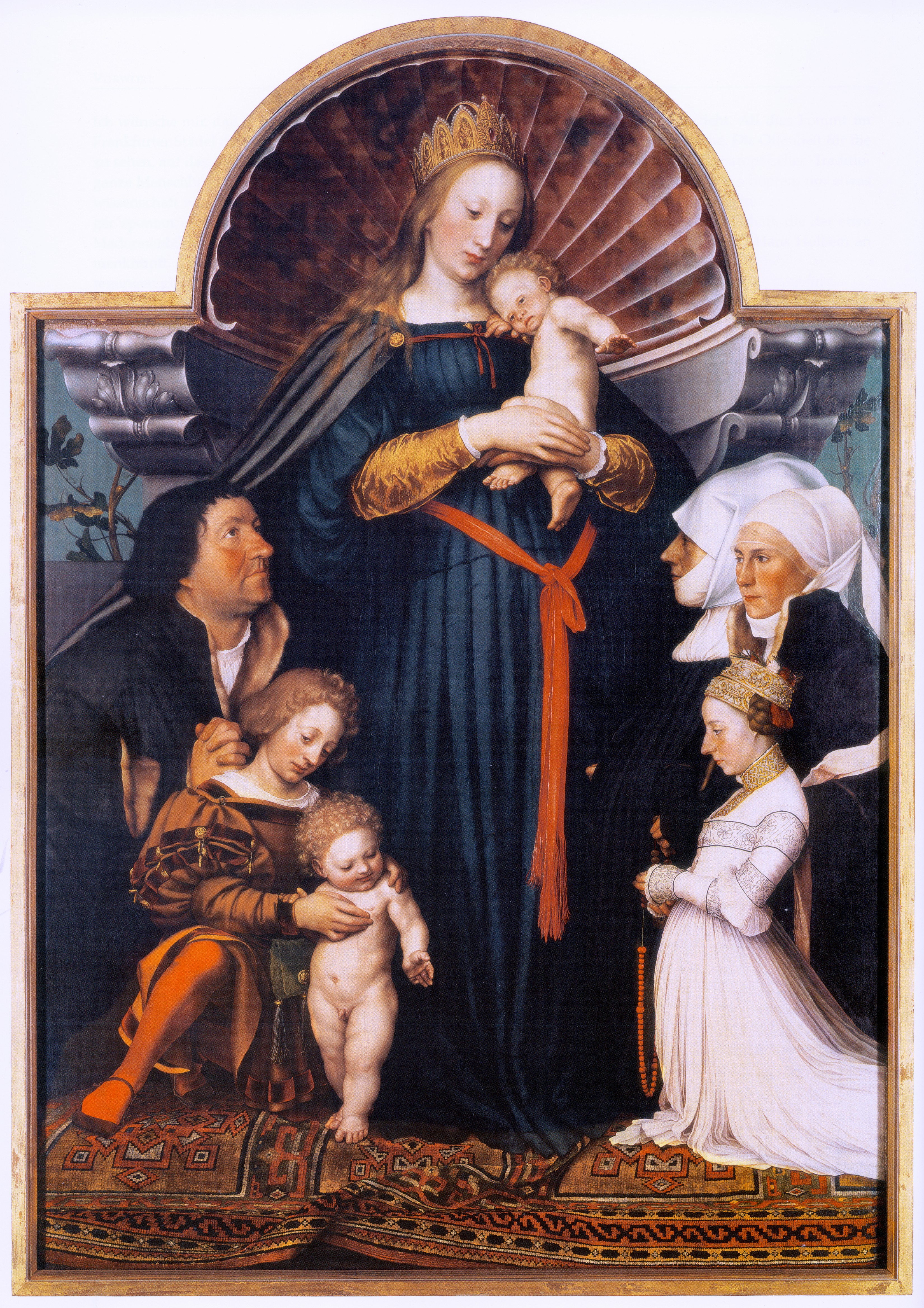
Ганс Гольбейн, «Дармштадтская Мадонна» с ковром с крупным узором

Коммерческий экспорт анатолийских ковров в Европу задокументирован с XV века. К этому времени на картинах эпохи Возрождения начинают появляться восточные ковры. Самый известный тип ковра, сотканный на экспорт, который относится к региону Бергама, — это так называемый «ковёр Гольбейна» с крупным рисунком или тип III. Ковры этого типа рисовал Ганс Гольбейн Младший в своих работах «Послы» и «Дармштадтская Мадонна». Турецкие ковры, найденные в трансильванских церквях, датируются XV веком. Судя по дизайну и деталям конструкции, некоторые из этих ковров, вероятно, были сотканы в Бергаме.
Интерес к деревенскому ковроткачеству как к отдельному виду искусства вырос с 1980-х годов, когда такие проекты, как DOBAG Carpet Initiative, возродили искусство ткачества ковров из ручного прядения шерсти, окрашенной традиционными растительными красителями. Филиал проекта DOBAG был создан в районе Юнтдаг.

## Узоры
Узоры деревенских ковров Бергама можно разделить на две основные группы:
- «Кавказский» тип с крупными геометрическими формами[4] считается кавказским или тюркским.
- «Турецкий» тип, преимущественно с цветочными мотивами, цветами и листьями в поле[5]. «Свадебный» ковёр Kiz Bergama является образцом «турецкого» дизайна[6].

Различные типы, вероятно, происходят из традиций дизайна, привнесённых эмигрантами-тюрками в разное время. Люди кавказского происхождения уже жили в районе Бергамы, когда Орхан Гази занял эту территорию в 1336 году нашей эры.

## Технические аспекты
Ковры Bergama сотканы симметричными узлами. Основа, уток и ворс выполнены из овечьей шерсти. Плотность завязывания около 12 узлов на см² довольно грубая. Обычно они имеют размер от трёх до четырёх квадратных метров. Ковры Bergama часто имеют красиво тканые концы килимов, иногда с интегрированным ворсовым узором.